# Уэда, Бин
Бин Уэда (яп. 上田敏, 30 октября 1874 года, Токио, Япония — 9 июля 1916 года, там же) — японский поэт, критик и переводчик. Настоящее имя — Янагимура Уэда (яп. 上田 柳村).

## Биография
Янагимура Уэда родился 30 октября 1874 года в Токио, в Японии. В 80-х годах XIX века принимал активное участие в работе литературных обществ, сформировавшихся при Токийском императорском университете. Хорошо знал классическую японскую литературу. После смерти своего учителя Китамура Тококу в 1894 году, занял место редактора в журнале «Бунгакукай» («Литературный мир»). Во время учёбы в университете взял псевдоним Бин Уэда, выучил английский и французский языки, познакомился с европейской поэтической традицией. Завершил образование под руководством Лафкадио Хирна.
В первые годы после окончания университета выучил немецкий и итальянский языки, освоил латынь. Перевёл на японский язык произведения Роберта Браунинга, Данте Алигьери, Габриэля Россетти и Генриха Гейне. Принимал активное участие в литературной дискуссии, которая велась в столичной прессе в начале XX века.
Первым перевёл на японский язык произведения Шарля Бодлера и Габриэля Д’Аннунцио, а также европейских символиствов — Поля Верлена, Стефана Малларме, Жоржа Роденбаха, Эмиля Верхарна и Мориса Метерлинка. В 1905 году его переводы символистов были изданы отдельным сборником под названием «Звук прилива» (яп. 海潮音).
Итогом его переводческой деятельности стало распространение в японской поэзии «нового стиля» (синтайси), появившегося в эру Мэйдзи. Его любимыми поэтами были Шарль-Мари-Рене Леконт де Лиль, Жозе-Мария де Эредиа и Франсуа Коппе. Вклад Бина Уэды как самобытного поэта в истории японской литературы уступает его значению как переводчика.
В 1908 году он уехал учиться в Париж. После возвращения в Японию, получил место преподавателя в университете Киото. Два года спустя, принял должность советника на кафедре литературоведения в университете Кэйо.
Бин Уэда скоропостижно скончался 9 июля 1916 года в своей квартире в Токио, в возрасте 41 года. Причиной смерти была болезнь почек.